# Santa Catarina Palopó
Santa Catarina Palopó è un comune del Guatemala facente parte del dipartimento di Sololá.